# 10000000 (videojuego)
10000000 (Ten million) es un videojuego de lógica y rol desarrollado por Luca Redwood bajo el nombre empresarial Eightyeight Games, lanzado originalmente para iOS en agosto de 2012, y posteriormente para computadores Microsoft Windows y Mac OS X a través de Steam en enero de 2013, y para Android y Linux en marzo de 2013.
En el juego, el jugador toma el papel de un aventurero sin nombre atrapado en un calabozo. Para escapar, el jugador debe obtener 10.000.000 de puntos en un solo viaje a través del calabozo. Mientras se encuentra allí, el personaje avanza por sí solo, encontrando monstruos y recolectando tesoros, pero su avance depende del jugador, quien debe mover filas y columnas de iconos para alinear tres iguales y así generar ataques cuerpo a cuerpo y mágicos, llaves, objetos y otros recursos. Esos recursos pueden usarse para incrementar el nivel del personaje, lo cual puede impactar en la forma como se desarrolla el juego de los iconos y, por ende, en el resultado de la partida.
El juego usa gráficos con estilo de 8 bits y una sencilla banda sonora tipo chiptune. La banda sonora original del juego utiliza el tema "LeftRightExcluded" del desarrollador de videojuegos independiente Matthew Klingensmith, liberado bajo licencia Creative Commons 3.0 en 2012. Una vez completado el juego, éste permite que el jugador reinicie en un modo "ilimitado" que permite puntuar más allá de los 10.000.000.
Las versiones de Windows y Mac OS X del juego son funcionalmente equivalentes a la versión original de iOS. La distribución de la pantalla se volvió horizontal para adaptarla a la mayoría de monitores, y se añadieron algunos indicadores de estado que se muestran durante las partidas. A través de Steamworks, esas versiones también contienen logros de Steam.